# مقطرة (نقل)

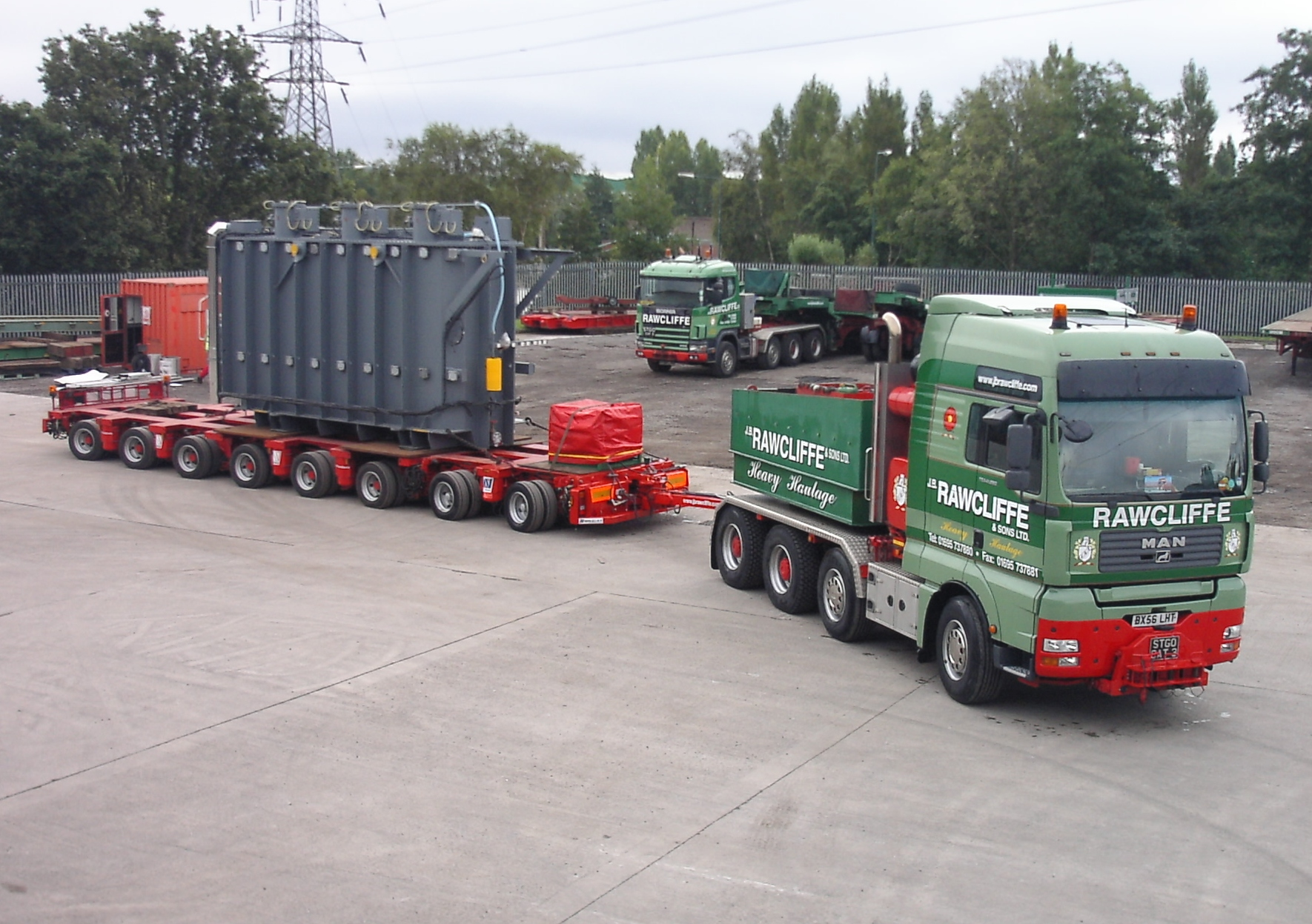
جرار صابورة كبير يسحب حمولة باستخدام مقطرة

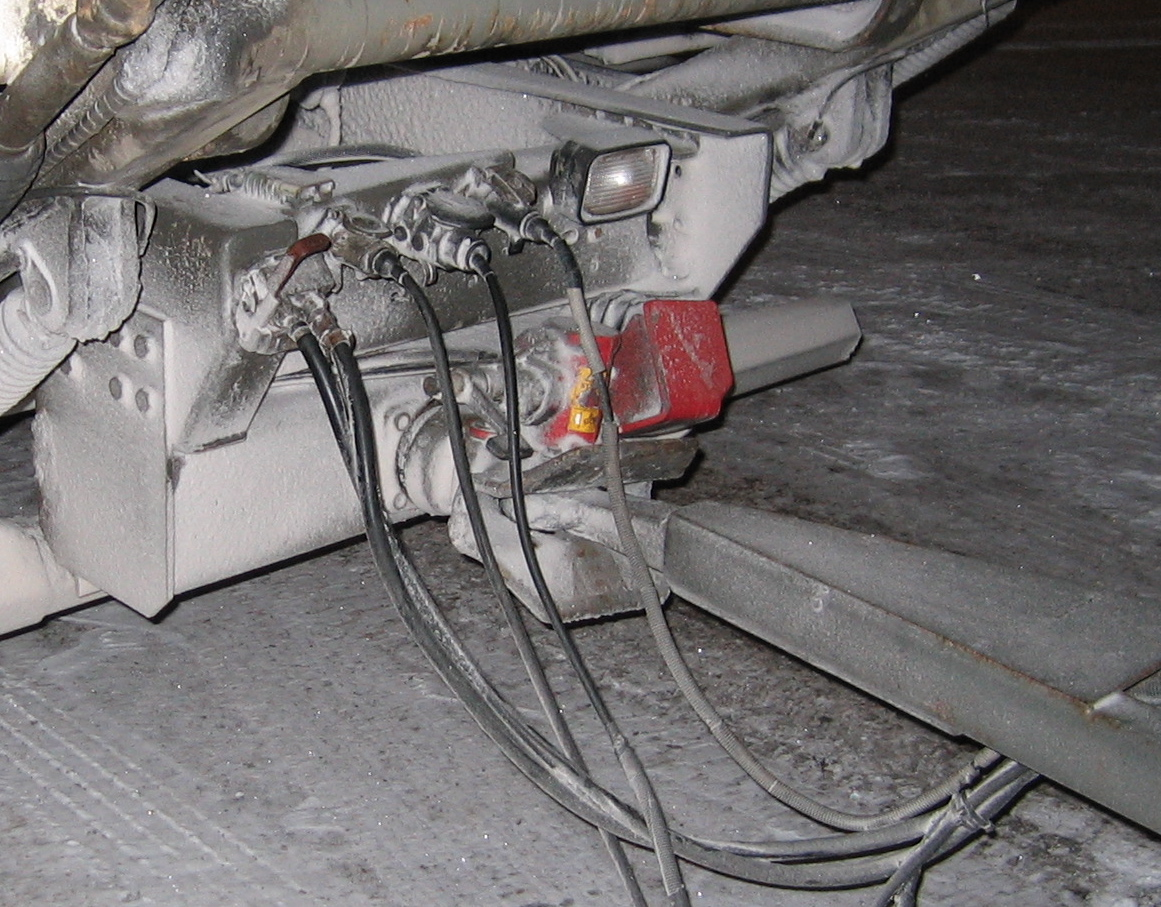
وصلة جر للخدمة العامة من VBG على شاحنة ومقطرة على مقطورة، تُظهر عين المقطرة متصلة

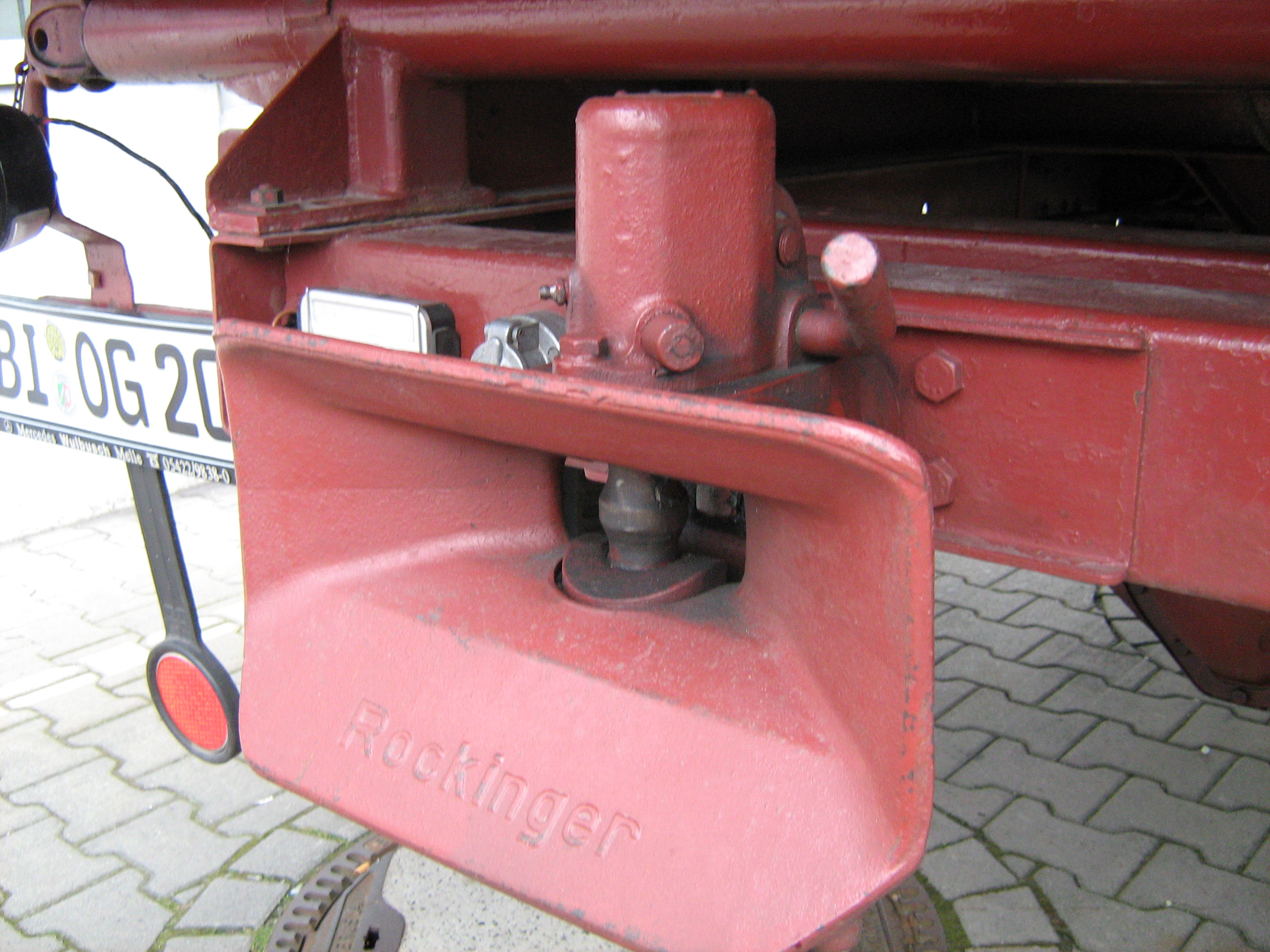

المِقطرة أو قضيب الجر هو أداة توصيل صلبة بين عربة السحب وحمولتها التي تسحبُها. استخدام المقاطر شائع في النقل بالسكك الحديدية ومقطورات الطرق الكبيرة والصغيرة والصناعية والترفيهية وفي المعدات الزراعية.